# Monaschi
Monaschi (ukrainisch Монаші; russisch Монаши, rumänisch Manași) ist ein Dorf in der ukrainischen Oblast Odessa mit etwa 850 Einwohnern (2001).

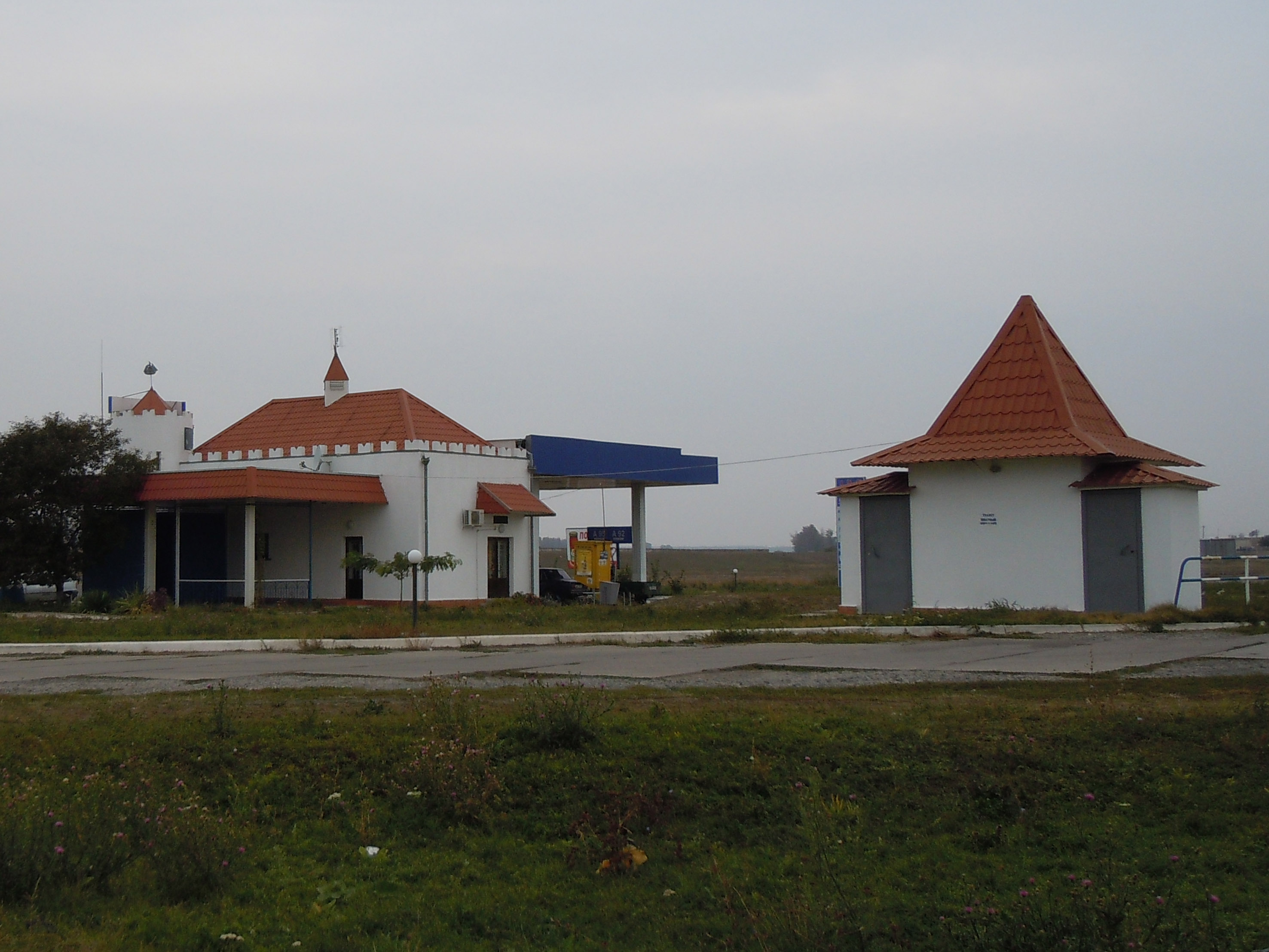
Tankstelle im Dorf

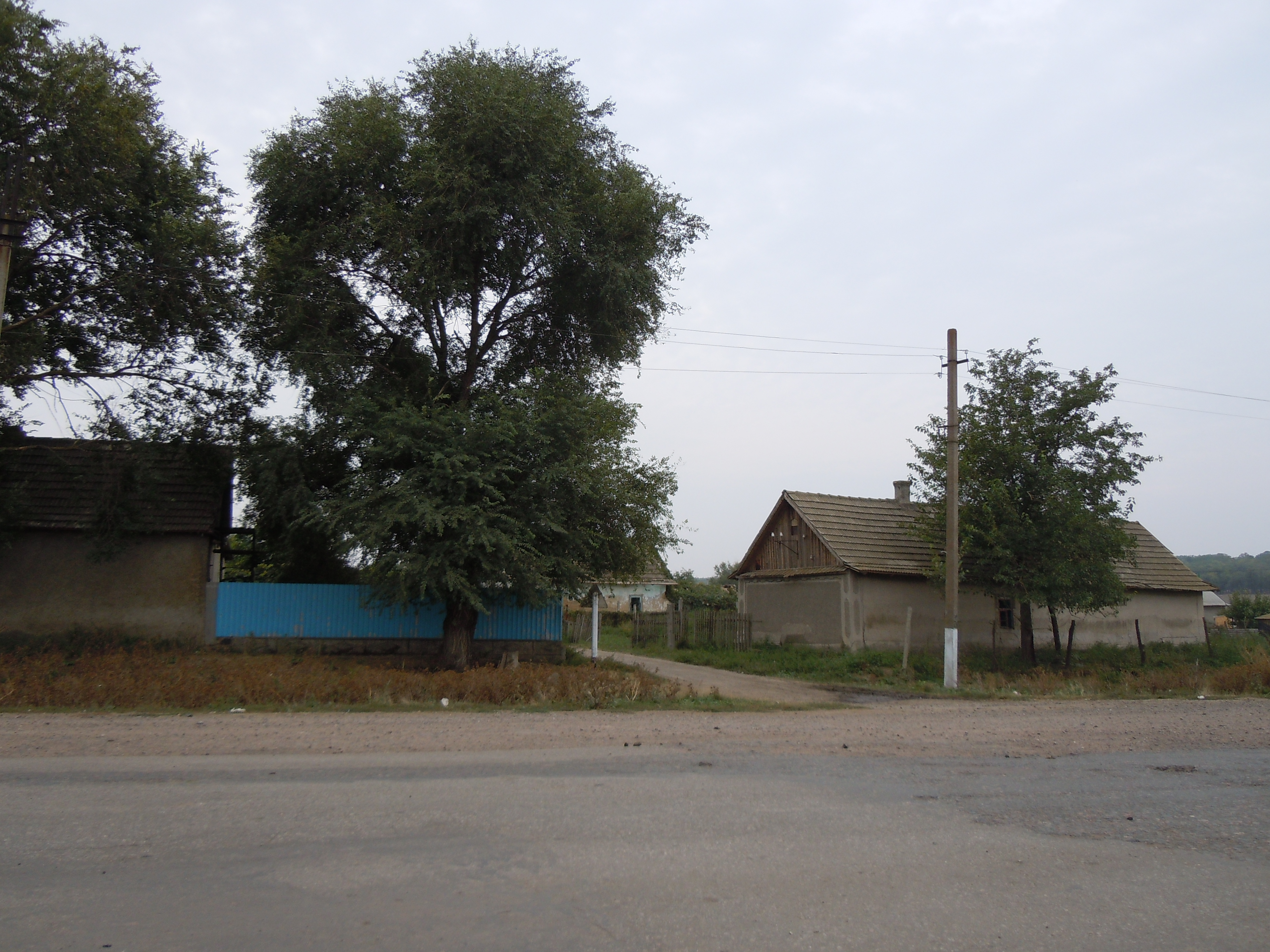
Zugang zum Dorf

Das 1824 gegründete Dorf befindet sich im Budschak, dem südlichen Teil der historischen Landschaft von Bessarabien und ist die einzige Ortschaft der gleichnamigen, 44,088 km² großen Landratsgemeinde im Rajon Bilhorod-Dnistrowskyj. Die Ortschaft liegt am rechten Ufer der Alkalija (Алкалія), einem 67 km langen Zufluss des Burnas-Limans. Zunächst auf beiden Ufern des Flusses gelegen hatte Monaschi 1875 insgesamt 160 Höfe. 1898 erwarben deutschen Kolonisten die Staatsgrundstücke auf einer Uferseite, sodass es im Jahr 1900 nur 96 Höfe im Dorf gab.
Monaschi befindet sich 24 km westlich vom Rajonzentrum Bilhorod-Dnistrowskyj und 80 km südwestlich vom Oblastzentrum Odessa. Beim Dorf trifft die von Bilhorod-Dnistrowskyj kommende Regionalstraße P–70 auf die Fernstraße M 15 zwischen Odessa und Ismajil.